# Juncus debilis
Juncus debilis là một loài thực vật có hoa trong họ Juncaceae. Loài này được A.Gray mô tả khoa học đầu tiên năm 1848.